# My Name is Gyptian
 (novembre 2018).
Si vous disposez d'ouvrages ou d'articles de référence ou si vous connaissez des sites web de qualité traitant du thème abordé ici, merci de compléter l'article en donnant les références utiles à sa vérifiabilité et en les liant à la section « Notes et références ».
Albums de Gyptian
I Can Feel Your Pain
(2008)
My Name is Gyptian est le premier album du chanteur de reggae-dancehall jamaïcain Gyptian, sorti en septembre 2006 sur le label VP Records.
L'album se place à la 13e position du classement américain Billboard Reggae Albums, le 14 octobre 2006.

## Liste des titres
| 1.    | Beng Beng                             | 3:52 |
| 2.    | Ma Ma                                 | 3:53 |
| 3.    | Beautiful Lady                        | 3:25 |
| 4.    | You Never Know                        | 3:59 |
| 5.    | Around the World                      | 3:32 |
| 6.    | Serious Times                         | 5:36 |
| 7.    | Take Me Higher                        | 3:05 |
| 8.    | Through the Valley (feat. Round Head) | 3:27 |
| 9.    | Woman I Love You (feat. Teflon)       | 4:22 |
| 10.   | School Girl                           | 4:08 |
| 11.   | Take My Money                         | 3:45 |
| 12.   | Keep on Knocking                      | 3:58 |
| 13.   | What Are We Fighting For              | 2:58 |
| 14.   | Stop the Fussing and Fighting         | 3:59 |
| 15.   | Holiday (feat. Keisha)                | 4:10 |
| 58:09 |                                       |      |